# Cryptothele sundaica javana
Cryptothele sundaica là một phân loài nhện trong họ Zodariidae.
Loài này thuộc chi Cryptothele. Cryptothele sundaica javana được Wladislaus Kulczynski miêu tả năm 1911.